# Axel Damm
Axel Gerhard August Albrechts Damm, född 10 oktober 1897 i Borås, död där 22 november 1939, var en svensk konstnär.
Damm, som var son till ingenjör Arvid Damm och Ada Damm, avlade studentexamen vid högre allmänna läroverket i Borås 1917 och studerade därefter medicin vid Uppsala universitet, men avbröt dessa studier och övergick till konstnärsbanan. Han medverkade som tecknare i olika publikationer. Axel Damm var ogift. Han är begravd på S:t Ansgars griftegård i Borås.